# Hans Nibel

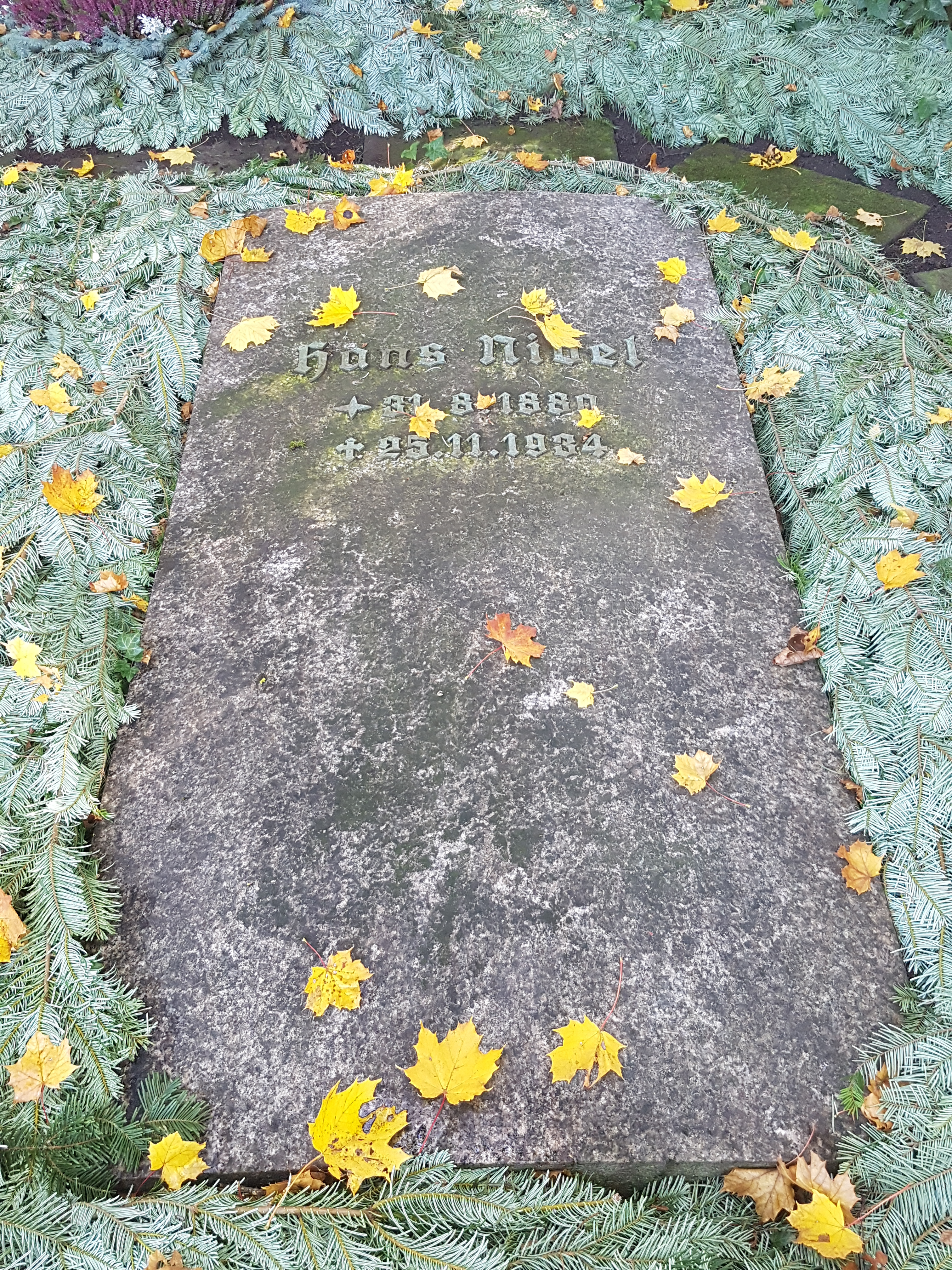
Hans Nibel síremléke

Hans Nibel (Olleschau (Morvaország), 1880. augusztus 31. – Stuttgart, 1934. november 25.) német gépészmérnök.

## Élete
Hans Nibel 1880 augusztus 31-én született a morvaországi Olleschauban. Apja Johann Nibel (1839–1914), egy papírgyár igazgatója, anyja Laura Hausladen volt.
Hans Nibel édesapja által már kiskorában megismerkedett az akkori gyártástechnológiákkal. Gimnáziumi érettségije után a müncheni műszaki egyetemre iratkozott be, itt szerzett mérnöki diplomát.
Eleinte a Benz és a Cie, valamint az 1926-os egyesülés után annak utódszervezete, a Daimler-Benz AG-nál dolgozott, majd Ferdinand Porschét követte műszaki igazgatóként 1929. január elejétől. Ekkor már Max Wagnerrel egy új generációs autóterven kezdett dolgozni, a hagyományos alváz helyett egy újfajta alvázon, amely jobb súlypontot, jobb úttartást, és divatosabb "áramvonalas" karosszériaformát jelentene. Az első e tervek szerinti tömegpiaci modell az 1692 köbcentis Mercedes-Benz W15volt, e tervezett modellt 1930-ban véglegesítették, és 1931-ben "Mercedes-Benz Typ 170" néven került piacra.
Nibel kivette részét a vállalati sport- és luxusautóinak fejlesztésében, mint például az akkori „S-sorozat” (W06) számos nagy teljesítményű sportautója és az 1930-ban, eredetileg piacradobott úgynevezett "Großer Mercedes" tervezésében és fejlesztésében is, amely a hagyományos kis példányszáma ellenére is széles körű nemzetközi figyelmet keltett.
Nibel mint műszaki igazgató arra is időt szakított, hogy képességeit a versenyautó-tervezésben is hasznosítsa, melyre talán az utolsó versenyautója talán a legemlékezetesebb, mely az autóversenyzésben az újonnan indult 750 kg-os osztály számára tervezett "W25" volt, független felfüggesztéssel, mellyel Rudolf Caracciola és Luigi Fagioli ült a volánhoz, akik kitüntek az 1934-es Grand Prix szezon sztárjai közül. E fejlesztés teljes projektjéért Nibel volt a felelős, míg az alvázfejlesztés nagy részét Max Wagnerre bízták, míg Albert Heeß Otto Schilling az autó motorjának megalkotásáért. A W25 még két évig vett részt a versenyeken, a rajongók máig szeretettel emlékeznek a W25-re, mint a Mercedes-Benz „Ezüst Nyíl” versenyautói közül az elsőre.
A Mercedes-Benz "Typ 260D" (W138) az 1936. februári berlini autószalonon jelent meg először a nyilvánosság előtt, a cég bemutató standján meglepetésként az utolsó pillanatban, azonban csak Nibel halála után került forgalomba, de az autó fejlesztésének nagyrészét mégis Nibelnek tulajdonítják: 1934 végére sok részletmunkát végzett benne. A dízelmotoros Mercedes-Benz taxik ősének tekintett W138 még a Nibel számára is kivételesen nagy hatású volt, mely egy soros hathengeres dízel erőforrást egy korai Boschüzemanyag-befecskendezőrendszet foglalt magába. Ezekből az autókból 1936 és 1941 között csaknem 2000 darabot adtak el. Üzemanyag-fogyasztáas feltűnően jobb volt a hasonló méretű, benzines/benzinüzemű modelleknél: ezt az autót Nibel egyik legjelentősebb vívmányaként tartják számon, és széles körben az egyik legjelentősebb vívmánynak tekintik.
Nibel műszaki igazgatóként folytatta a Daimler-Benz légmotor részlegének fejlesztését is. A Mercedes-Benz repülőgép-hajtóművek gyártása azonban a háborús évekre és Nibel halála utáni tíz évre koncentrálódik. Az élete utolsó évében aláírt LZ 129 volt az első dízelmotor, amelyet hiánypótlóként léghajókhoz terveztek és azokba szereltek fel.
1934. november 25-én hunyt el egy végzetes szívrohamban, amikor egy gyorsvonatra készült felszállni Stuttgart főpályaudvarán. Berlinbe indult a cég 1935-ös versenyszezonjának megtervezésére. Váratlan halálát követően a Tervezési és Fejlesztési Osztály vezető beosztású tagjai még évekig, dolgoztak a Nibel által elindított projektek megvalósításán, melyek közül több a háború utáni években is aktuális maradt.